# قول می‌دهم (فیلم ۱۹۸۲)
قول می‌دهم (به هندی: Yeh Vaada Raha) یا وعده فیلمی محصول سال ۱۹۸۲ و به کارگردانی کاپیل کاپور است. در این فیلم بازیگرانی همچون ریشی کاپور، تیان آمبانی، پونام دیلون، شامی کاپور، راکهی گلزار، راکش بدی، ساریکا، افتخار و جایا باچان ایفای نقش کرده‌اند.